# Ø̇
Ø̇ (en minuscule : ø̇), appelé o barré point suscrit, est une lettre de l’alphabet latin utilisé dans l’écriture du vieux norrois, notamment dans le Premier traité grammatical. Il s’agit de la lettre o barré avec un point en chef. 

## Utilisation
Dans le Premier traité grammatical, ‹ ø̇ › est utilisé pour indiquer un ø nasalisé, le point en chef indiquant la nasalisation, par exemple dans ‹ mø̇nde › « aurait »,,.

## Représentations informatiques
Le O barré diagonalement point en chef peut être représenté avec les caractères Unicode suivants (supplément latin-1, diacritiques) :
| formes    | représentations | chaînes de caractères | points de code | descriptions                                                          |
| --------- | --------------- | --------------------- | -------------- | --------------------------------------------------------------------- |
| capitale  | Ø̇               | Ø◌̇                    | U+00D8 U+0307  | lettre majuscule latine o barré obliquement diacritique point en chef |
| minuscule | ø̇               | ø◌̇                    | U+00F8 U+0307  | lettre minuscule latine o barré obliquement diacritique point en chef |